# Portada/efemèride març 21
Hilda Gadea i el Che Guevara en la seva lluna de mel.
« 20 de març · 21 de març · 22 de març »